# Milan Kučan
Milan Kučan GColIH (Križevci14 de Janeiro de 1941) é um político e estadista esloveno. Foi o primeiro presidente da Eslovênia, ostentando o cargo entre 1991 e 2002.
Em 1958, aos 17 anos, se filiou ao Partido Comunista esloveno, dedicando-se à política desde que em 1963 licenciou-se em Direito. Em 1986 passa a ser chefe do Presidium do Comitê Central esloveno, sendo o impulsionador de uma corrente que trabalhava pela democratização do país, e que acabou conseguindo que se reconhecessem os partidos políticos. Foi o líder do PC até 1989, quando o partido se converteu no Partido de Reforma Democrática.
Acedeu ao cargo em 1991, depois de vencer o segundo turno. A 29 de Março de 2000 recebeu o Grande-Colar da Ordem do Infante D. Henrique de Portugal. Permaneceu no cargo até 2002. Ao deixar a presidência, seguiu na política. Como exemplo, desde Novembro de 2004 é membro do Clube de Madrid.